# SIAM Journal on Scientific Computing
Журнал SIAM про наукові обчислення (англ. - The SIAM Journal on Scientific Computing) ( SISC ), раніше SIAM Journal про наукові та статистичні обчислення,  - це науковий журнал, що фокусується на наукових статтях щодо чисельних методів числового аналізу та прийомів для наукових обчислень .  Його видає Товариство промислової та прикладної математики (SIAM). Jan S. Hesthaven є головним редактором журналу, з січня 2016 року  В даний час коефіцієнт впливовості журналу становить близько 2.
У журналі обговорюються питання, що стосуються вирішення наукових або інженерних проблем, і включають результати обчислень, що демонструють ефективність запропонованих методів. Вони класифікуються на три категорії: 1) Методи та алгоритми наукових обчислень. 2) Обчислювальні методи в науці та техніці. 3) Програмне забезпечення та високопродуктивні обчислення. Статті першого типу зосереджені на теоретичному аналізі за умови, що продемонстровано відповідне застосування у науці та техніці. Вони повинні містити значущі результати обчислень та теоретичні результати, або ж сильну евристику, що підтримує роботу нових алгоритмів. Статті другого типу приділяють велику увагу опису нових методик вирішення конкретної проблеми в обчислювальній науці чи техніці. Інформація про застосування цих методик для орієнтації інших вчених-обчислювачів є обов'язковою. Статті третього типу більше стосуються нового проектування та розробки обчислювальних методів та високоякісного програмного забезпечення, паралельних алгоритмів, високопродуктивних обчислювальних задач, нових архітектур, аналізу даних або візуалізації. Однак основна увага повинна бути зосереджена на обчислювальних методах, які мають величезний вплив на наукові та інженерні проблеми.
Сучасний чисельний аналіз може бути датований 1947 роком, коли Джон фон Нойман та Герман Гольдштейн написали новаторську роботу "Числове перетворення матриць вищого порядку" (Бюлетень AMS, листопад 1947 р.). Ця стаття зазвичай вважається однією з перших робіт, що вивчають помилки округлення та включає обговорення того, що сьогодні називають науковими обчисленнями. Хоча в історії математики чисельні методи мають довшу і багатшу історію, „сучасний” чисельний аналіз визначається поєднанням електронного комп’ютера, математичного аналізу, а також враховується можливість та потреба вирішувати великі та складні проблеми в життєвих ситуаціях. Наприклад, така необхідність, як балістичне прогнозування, транспорт нейтронів та нестабільна багатовимірна динаміка рідини дала поштовх розвитку комп'ютера і сильно залежала від розвитку чисельного аналізу та математичного моделювання.